# Saudiarabien i olympiska sommarspelen 2016
Saudiarabien deltog med elva deltagare vid de olympiska sommarspelen 2016 i Rio de Janeiro. Ingen av landets deltagare erövrade någon medalj.

## Friidrott
Förkortningar
- Notera– Placeringar avser endast det specifika heatet.
- Q = Tog sig vidare till nästa omgång
- q = Tog sig vidare till nästa omgång som den snabbaste förloraren eller, i fältgrenarna, genom placering utan att nå kvalgränsen
- NR = Nationellt rekord
- N/A = Omgången fanns inte i grenen
- Bye = Idrottaren behövde inte tävla i omgången

Herrar
Bana och väg
| Idrottare               | Gren                  | Heat     | Heat      | Kvartsfinal | Kvartsfinal | Semifinal        | Semifinal        | Final            | Final            |
| Idrottare               | Gren                  | Resultat | Placering | Resultat    | Placering   | Resultat         | Placering        | Resultat         | Placering        |
| ----------------------- | --------------------- | -------- | --------- | ----------- | ----------- | ---------------- | ---------------- | ---------------- | ---------------- |
| Abdullah Abkar Mohammed | Herrarnas 100 meter   | Bye      | Bye       | 10,26       | 5           | Gick inte vidare | Gick inte vidare | Gick inte vidare | Gick inte vidare |
| Tariq Ahmed Al-Amri     | Herrarnas 5 000 meter | 14:26,90 | 21        | i.u.        | i.u.        | i.u.             | i.u.             | Gick inte vidare | Gick inte vidare |
| Moukhled Al-Outaibi     | Herrarnas 5 000 meter | 14:18,48 | 21        | i.u.        | i.u.        | i.u.             | i.u.             | Gick inte vidare | Gick inte vidare |

Fältgrenar
| Idrottare                 | Gren                    | Kval    | Kval      | Final            | Final            |
| Idrottare                 | Gren                    | Distans | Placering | Distans          | Placering        |
| ------------------------- | ----------------------- | ------- | --------- | ---------------- | ---------------- |
| Sultan Mubarak Al-Dawoodi | Damernas diskuskastning | 54,34   | 33        | Gick inte vidare | Gick inte vidare |

Damer
Bana och väg
| Idrottare           | Gren               | Heat     | Heat      | Kvartsfinal      | Kvartsfinal      | Semifinal        | Semifinal        | Final            | Final            |
| Idrottare           | Gren               | Resultat | Placering | Resultat         | Placering        | Resultat         | Placering        | Resultat         | Placering        |
| ------------------- | ------------------ | -------- | --------- | ---------------- | ---------------- | ---------------- | ---------------- | ---------------- | ---------------- |
| Kariman Abuljadayel | Damernas 100 meter | 14,61 NR | 7         | Gick inte vidare | Gick inte vidare | Gick inte vidare | Gick inte vidare | Gick inte vidare | Gick inte vidare |
| Sarah Attar         | Damernas maraton   | i.u.     | i.u.      | i.u.             | i.u.             | i.u.             | i.u.             | 3:16:11          | 132              |

## Fäktning
| Idrottare      | Gren             | Omgång 2            | Omgång 2          | Kvartsfinal       | Semifinal         | Final / BM        | Final / BM       |                  |
| Idrottare      | Gren             | Motståndare Poäng   | Motståndare Poäng | Motståndare Poäng | Motståndare Poäng | Motståndare Poäng | Placering        |                  |
| -------------- | ---------------- | ------------------- | ----------------- | ----------------- | ----------------- | ----------------- | ---------------- | ---------------- |
| Lubna Al-Omair | Damernas florett | Rochel (BRA) L 0–15 | Gick inte vidare  | Gick inte vidare  | Gick inte vidare  | Gick inte vidare  | Gick inte vidare | Gick inte vidare |

## Judo
| Idrottare      | Gren                          | Omgång 1             | Omgång 2                  | Kvartsfinaler        | Semifinaler          | Återkval             | Final / BM           | Final / BM       |                  |
| Idrottare      | Gren                          | Motståndare Resultat | Motståndare Resultat      | Motståndare Resultat | Motståndare Resultat | Motståndare Resultat | Motståndare Resultat | Placering        |                  |
| -------------- | ----------------------------- | -------------------- | ------------------------- | -------------------- | -------------------- | -------------------- | -------------------- | ---------------- | ---------------- |
| Sulaiman Hamad | Herrarnas halv lättvikt −66kg | Bye                  | Davaadorj (MGL) L 000–100 | Gick inte vidare     | Gick inte vidare     | Gick inte vidare     | Gick inte vidare     | Gick inte vidare | Gick inte vidare |
| Joud Fahmy     | Damernas halv lättvikt −52kg  | i.u.                 | Legentil (MRI) L 000–100  | Gick inte vidare     | Gick inte vidare     | Gick inte vidare     | Gick inte vidare     | Gick inte vidare | Gick inte vidare |